# Paroisse de Lincoln
Pour les articles homonymes, voir Lincoln et Comté de Lincoln.
La paroisse de Lincoln (anglais : Lincoln Parish) est une paroisse de l'État de Louisiane aux États-Unis. Le siège est la ville de Ruston. Elle était peuplée de 42 509 habitants en 2000. Elle a une superficie de 1 221 km² de terre émergée et de 2 km² d’eau. Elle est nommée en l'honneur de l'ancien président américain Abraham Lincoln. 
La paroisse est enclavée entre la paroisse de l'Union au nord, la paroisse d'Ouachita à l'est, la paroisse de Jackson au sud, la paroisse de Bienville au sud-est et la paroisse de Claiborne au nord-ouest.  

## Démographie
Lors du recensement de 2000, les 42 509 habitants de la paroisse se divisaient en 57,42 % de « Blancs », 39,84 % de « Noirs » et d’Afro-Américains, 1,28 d'Asiatiques, et 0,18 % d’Amérindiens, ainsi que 0,52 % de non-répertoriés ci-dessus et 0,75 % de personnes métissées.
La grande majorité des habitants de la paroisse (95,65 %) ne parlent que l'anglais ; la paroisse comptait 1,28 % qui parle le français ou le français cadien à la maison, soit 510 personnes qui ont plus de cinq ans parlant au moins une fois par jour la « langue de Molière » .

## Municipalités
| - Choudrant - Downsville | - Dubach - Grambling | - Ruston - Simsboro | - Vienna |